# The Wraith: Remix Albums
The Wraith: Remix Albums è un album remix del gruppo Insane Clown Posse. L'album contiene remix degli album The Wraith: Shangri-La & Hell's Pit.

## Shangri-La
| #  | Titolo                     | Tempo | Performer(s)                                  | Produttore         |
| -- | -------------------------- | ----- | --------------------------------------------- | ------------------ |
| 1  | "Walk into thy Light"      | 4:22  | Violent J Shaggy 2 Dope                       | Mike E. Clark      |
| 2  | "Welcome to Thy Show"      | 3:19  | ICP Razorblade Twins                          | Kuma               |
| 3  | "Get Ya Wicked On"         | 2:25  | ICP                                           | Wolfpac            |
| 4  | "Murder Rap"               | 3:05  | ICP                                           | Filthee Immigrants |
| 5  | "Birthday Bitches"         | 1:44  | ICP Anybody Killa Razorblade Twins            | Kuma               |
| 6  | "Blaaam!!!"                | 4:03  | ICP Erik Gustafson                            | Tino Gross         |
| 7  | "It Rains Diamonds"        | 5:18  | ICP Anybody Killa Jumpsteady Razorblade Twins | Kuma               |
|    | "Bitch Slappaz"            |       | ICP Blaze Ya Dead Homie                       | Kuma               |
| 8  | "Thy Staleness"            | 3:59  | ICP                                           | Fritz the Cat      |
| 9  | "Hell's Forecast"          | 4:09  | ICP Twiztid Anybody Killa                     | Mike E. Clark      |
| 10 | "Juggalo Homies"           | 3:39  | ICP Twiztid                                   | Mike E. Clark      |
| 11 | "We Belong"                | 2:53  | ICP                                           | Kottonmouth Kings  |
| 12 | "Cotton Candy & Popsicles" | 4:11  | ICP                                           | Filthee Immigrants |
| 13 | "Crossing Thy Bridge"      | 4:49  | ICP Razorblade Twins                          | Kuma               |
| 14 | "Thy Raven's Mirror"       | 3:22  | ICP                                           | Fritz the Cat      |
| 15 | "Thy Wraith"               | 3:49  | ICP Erik Gustafson                            | Tino Gross         |

## Hell's Pit
| #  | Titolo                   | Tempo | Performers | Produttore                                      |
| -- | ------------------------ | ----- | ---------- | ----------------------------------------------- |
| 1  | "Walk into the Darkness" | 4:39  | ICP        | Mike E. Clark                                   |
| 2  | "Suicide Hotline"        | 3:05  | ICP        | Monoxide                                        |
| 3  | "C.P.K.'s"               | 3:11  | ICP        | Mike E. Clark                                   |
| 4  | "Truly Alone"            | 3:38  | ICP        | Kuma                                            |
| 5  | "Everyday I Die"         | 3:16  | ICP        | Mike E. Clark                                   |
| 6  | "The Witch"              | 3:27  | ICP        | Tech N9ne Michael "Seven" Summers Robert Rebeck |
| 7  | "Bowling Balls"          | 3:21  | ICP        | Monoxide                                        |
| 8  | "24"                     | 2:16  | ICP        | DJ Clay                                         |
| 9  | "Burning Up"             | 3:56  | ICP        | Mike E. Clark                                   |
| 10 | "Sedatives"              | 2:36  | ICP        | Fritz the Cat                                   |
| 11 | "In My Room"             | 4:13  | ICP        | Wolfpac                                         |
| 12 | "Angels Falling"         | 3:42  | ICP        | Kottonmouth Kings                               |
| 13 | "Manic Depressive"       | 3:05  | ICP        | Fritz the Cat                                   |